# Věra Kadlecová
Věra Kadlecová (3. března 1913 Kněževes – 15. října 2002 Praha) byla česká oftalmoložka.

## Osobní život
Narodila se jako Věra Truhlářová v učitelské rodině v Kněževsi u Rakovníka. Po absolvování reálného gymnázia v Berouně vedla její cesta na lékařskou fakultu v Praze, kde promovala 20. prosince 1937. Po druhé světové válce se provdala za ekonoma a politika JUDr. Vladimíra Kadlece, pozdějšího ministra školství a signatáře Charty. Společně vychovali tři děti.

## Profesní kariéra
Po promoci zakotvila na České oční klinice pod vedením profesora Romana Kadlického, od roku 1941 zde působila jako sekundářka. Po válce zastávala pozici asistentky na lékařské fakultě Univerzity Karlovy, působila v rámci II. oční kliniky Všeobecné fakultní nemocnice v Praze a FVL UK, kde se věnovala systematickému studiu glaukomů, fyziologii a patologii zornic. V roce 1966 byla jmenována přednostkou II. oční kliniky. Kvůli podpisu manifestu Dva tisíce slov a aktivní podpoře demokratizace společnosti v roce 1968 byla v rámci normalizačních zásahů roku 1970 zbavena pozice přednostky kliniky a dostala výpověď ze školství. Na klinice pracovala dál jako běžný zaměstnanec až do odchodu do důchodu v roce 1978.

## Pedagogická činnost
Roku 1954 byla jmenována docentkou a v roce 1959 profesorkou pro obor oftalmologie. Doktorát lékařských věd získala v roce 1961. V letech 1963–1966 působila jako proděkanka Fakulty všeobecného lékařství v Praze a oční lékařství přednášela také na Fakultě dětského lékařství UK v Motole.

## Další aktivity
Věra Kadlecová mimo činnosti na fakultách zastávala funkci vedoucí redaktorky časopisu Československá oftalmologie, také byla místopředsedkyní České oftalmologické společnosti, dále členkou vědecké rady ministerstva zdravotnictví. Poté, co jí režim znemožnil pokračovat ve vědecké práci na fakultě a zejména po odchodu do důchodu psala historické studie.

## Ocenění
Na slavnostní schůzi k 50. výročí II. oční kliniky v roce 1995 byla oceněna Medailí 1. lékařské fakulty. 